# Бопфінген
Бопфінген (нім. Bopfingen) — місто в Німеччині, знаходиться в землі Баден-Вюртемберг. Підпорядковується адміністративному округу Штутгарт. Входить до складу району Східний Альб.
Площа — 77 км2. Населення становить 11 690 ос. (станом на 31 грудня 2020).